# Chaling, Anhui
Chaling (kinesiska: 茶岭) är en köping i östra Kina. Den ligger i Huaining härad i Anqing i provinsen Anhui, omkring 140 kilometer söder om provinshuvudstaden Hefei. Antalet invånare är 30607. Befolkningen består av 14 769 kvinnor och 15 838 män. Barn under 15 år utgör 16,0 %, vuxna 15-64 år 73 %, och äldre över 65 år 9,0 %.